# Vargens tid (film, 1988)
Vargens tid är en dansk-svensk dramafilm från 1988 baserad på Vagn Lundbyes berättelse med samma namn.

## Handling
Inge antar sin tvillingbror Arilds identitet och ansluter till en samling romer.

## Om filmen
Filmen spelades in den 1 juli–4 september 1987 i Tomelilla, Stenshuvud, Skanör, Skäralid, Glimmingehus, Trollskogen, på Kulturen i Lund och Kalmar slott.
Den hade premiär den 31 mars 1988 och är tillåten från 15 år. Filmen har även visats på SVT och TV4. Filmen fick dålig kritik och utsågs till Årets kalkon av Svenska Kalkonakademin.

## Rollista (urval)
- Benny Haag - Inge/Arild
- Melinda Kinnaman - Isis
- Lill Lindfors - Cassandra
- Per Mattsson - Quattara
- Stellan Skarsgård - Peder Ulfstand
- Gösta Ekman - Bjelke
- Lars Dejert - Harder
- Karin Ekström - värdshusvärdinnan
- Stig Olin - tiggaren
- Baard Owe - Alchemedes
- Georg Årlin - Tilo
- Carl-Gustaf Lindstedt - Magnus Jelling
- Pierre Lindstedt - Knut Jelling
- Per Burell - prästen
- Kenneth Milldoff - Nils Pors
- Jon Knutsson - man i Horats folk
- Maria Antoniou - kvinna i Horats folk
- Mats Lindblom - soldat
- Bengt Nilsson - soldat
- Marcus Olsson - soldat
- Jan Wirén - bonde
- Folke "Spuling" Lindh - bonde
- Ubbe Liljeblad Soldat
- Jorgen Tudeen Soldat[8]